# Zabitek
Zabitek – kolonia w Polsce położona w województwie lubelskim, w powiecie chełmskim, w gminie Siedliszcze.
| SIMC    | Nazwa   | Rodzaj     |
| ------- | ------- | ---------- |
| 1026817 | Popówka | przysiółek |

W latach 1975–1998 miejscowość administracyjnie należała do województwa chełmskiego. 
Kolonia wchodzi w skład sołectwa Dobromyśl w gminie Siedliszcze. Według Narodowego Spisu Powszechnego (III 2011 r.) liczyła 40 mieszkańców i była 28. co do wielkości miejscowością gminy Siedliszcze.